# Тремедал
Тремедал (порт. Tremedal)  —  муниципалитет в Бразилии, входит в штат Баия. Составная часть мезорегиона Юго-центральная часть штата Баия. Входит в экономико-статистический микрорегион Брумаду. Население составляет 20 811 человек на 2006 год. Занимает площадь 1779,422 км². Плотность населения — 11,7 чел./км².

## Статистика
- Валовой внутренний продукт на 2003 год составляет 35 093 958,00 реалов (данные: Бразильский институт географии и статистики).
- Валовой внутренний продукт на душу населения на 2003 год составляет 1671,94 реалов (данные: Бразильский институт географии и статистики).
- Индекс развития человеческого потенциала на 2000 год составляет 0,608 (данные: Программа развития ООН).

## География
Климат местности: полупустыня.